# Tsarens kurir
Tsarens kurir (franska: Michel Strogoff) är en roman från 1876 av Jules Verne om just tsarens kurir, vid namn Mikael Strogoff.

## Handling

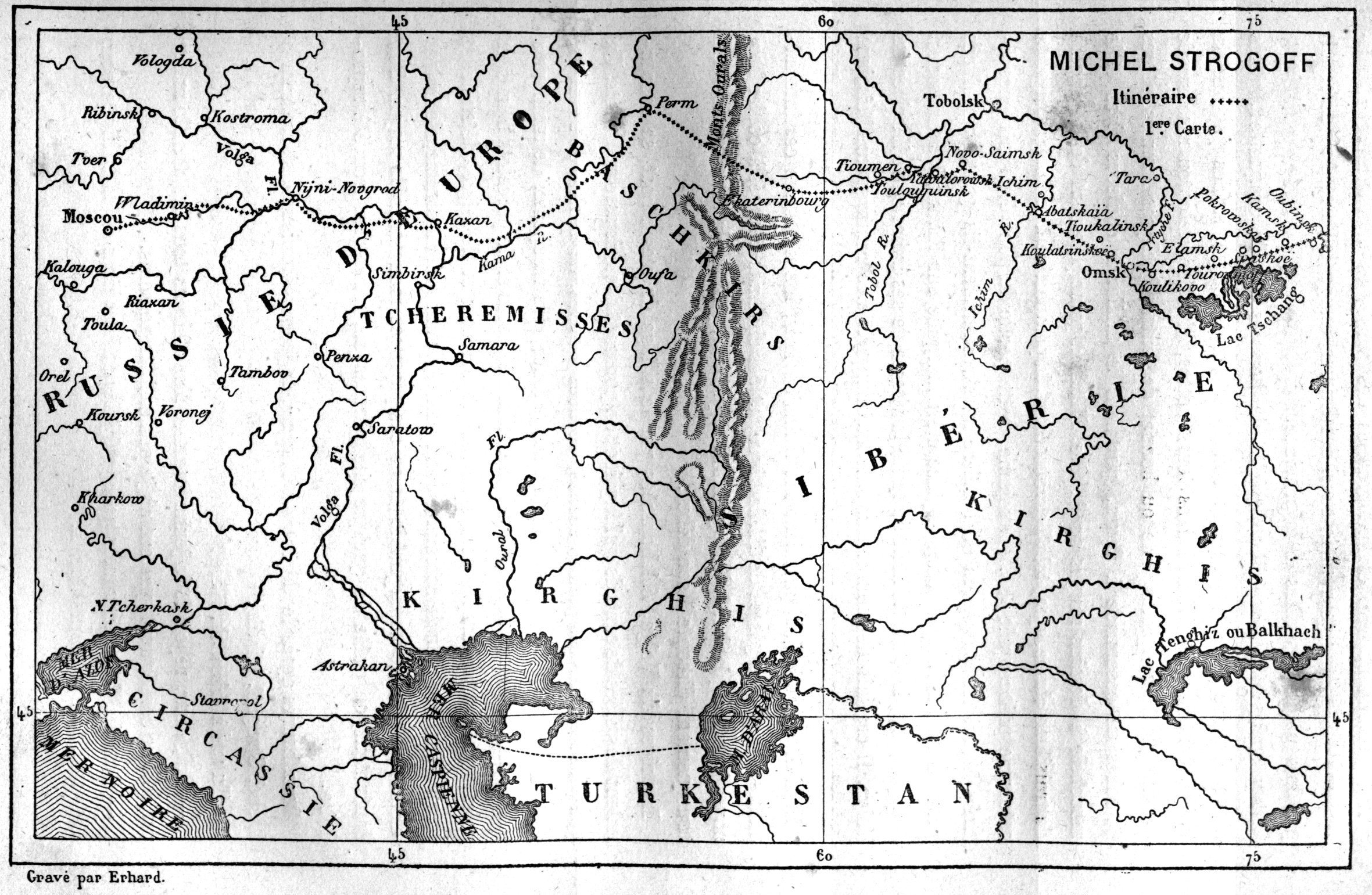
Resans västra...

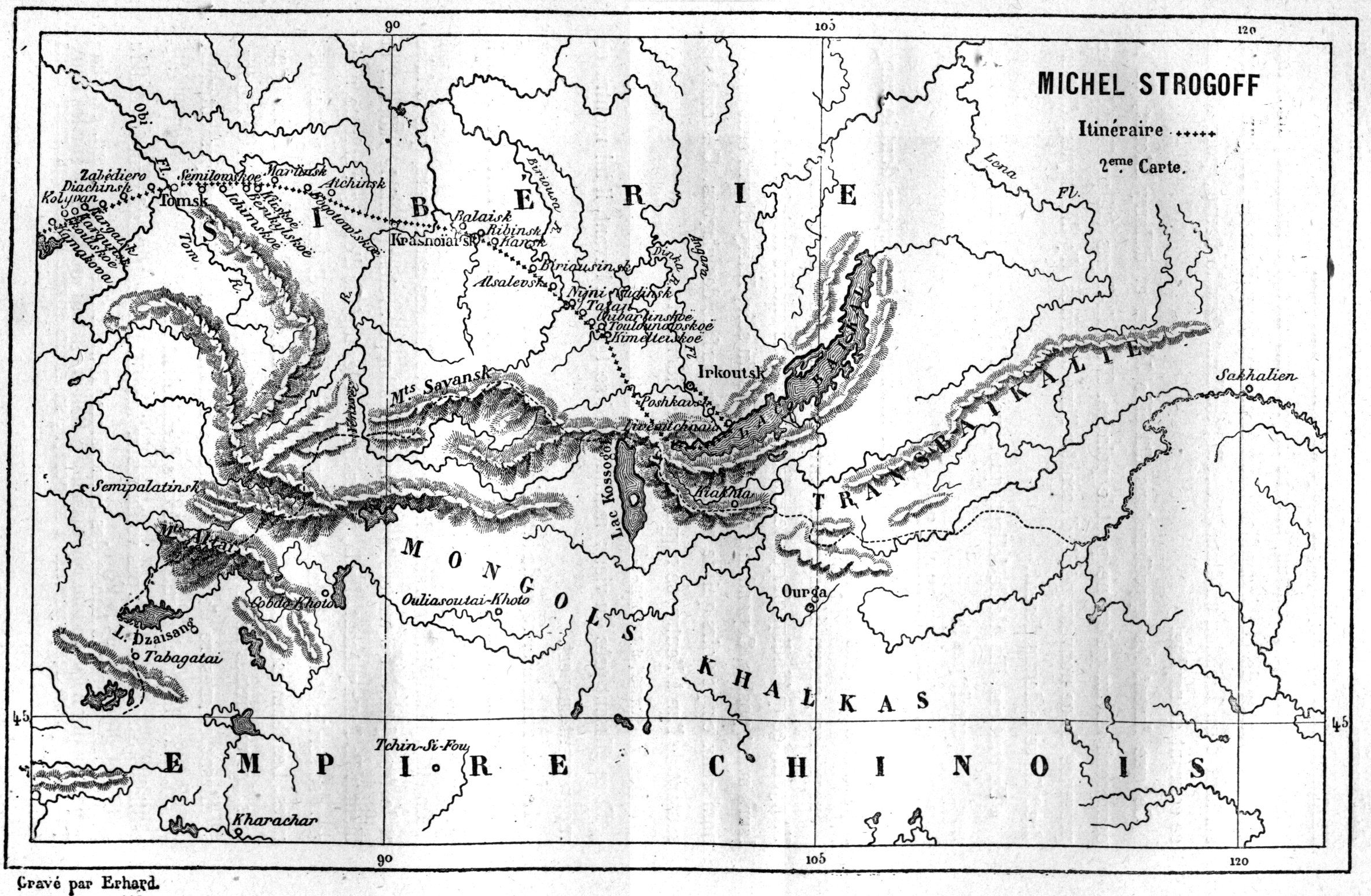
...och östra del.

Mikael Strogoff är kurir hos den ryske tsaren Alexander II. När tatarernas kung Feofar Khan invaderar ryska Sibirien skickas Strogoff från Moskva iväg till Irkutsk med täcknamnet Nikolas Korpanoff för att varna guvernören där, tillika tsarens bror, för förrädaren Ivan Ogareff, som kan klä ut sig till bl.a. rom eller general. Ivan Ogareff har intresse av personlig hämnd mot guvernören, efter att tidigare ha blivit degraderad av denne. På vägen mot Irkutsk möter Mikael Strogoff den unga Nadia Fedor, som är på väg till sin far som har landsförvisats just till Irkutsk, och som blir Mikaels följeslagare längs större delen av resan. Han stöter även på krigskorrespondenterna Harry Blount, engelsman, och Alcide Jolivet, fransman. Den sistnämnde säger sig rapportera till 'kusin Madeleine'.
Strogoff blir i ett skede, tillsammans med sin mor och Nadia, tillfångatagen av tatariska styrkor. Han anklagas av Ogareff för att vara spion, och döms till blindhet på tatariskt vis; genom ett hett svärdsblad. Michael och Nadia lyckas därefter undkomma, och kommer efter vissa förseningar till guvernören i Irkutsk, dit också Strogoffs mor slutligen anländer, i tid för att bevittna sin sons bröllop med Nadia Fedor.
Noterbart är att vid denna tid finns inte Transsibiriska järnvägen (vilken byggdes 1891-1916), varför de tar sig fram med häst och vagn, eller till fots.

## Film
Tsarens kurir har flera gånger gjorts till film.